# West Edmonton Mall

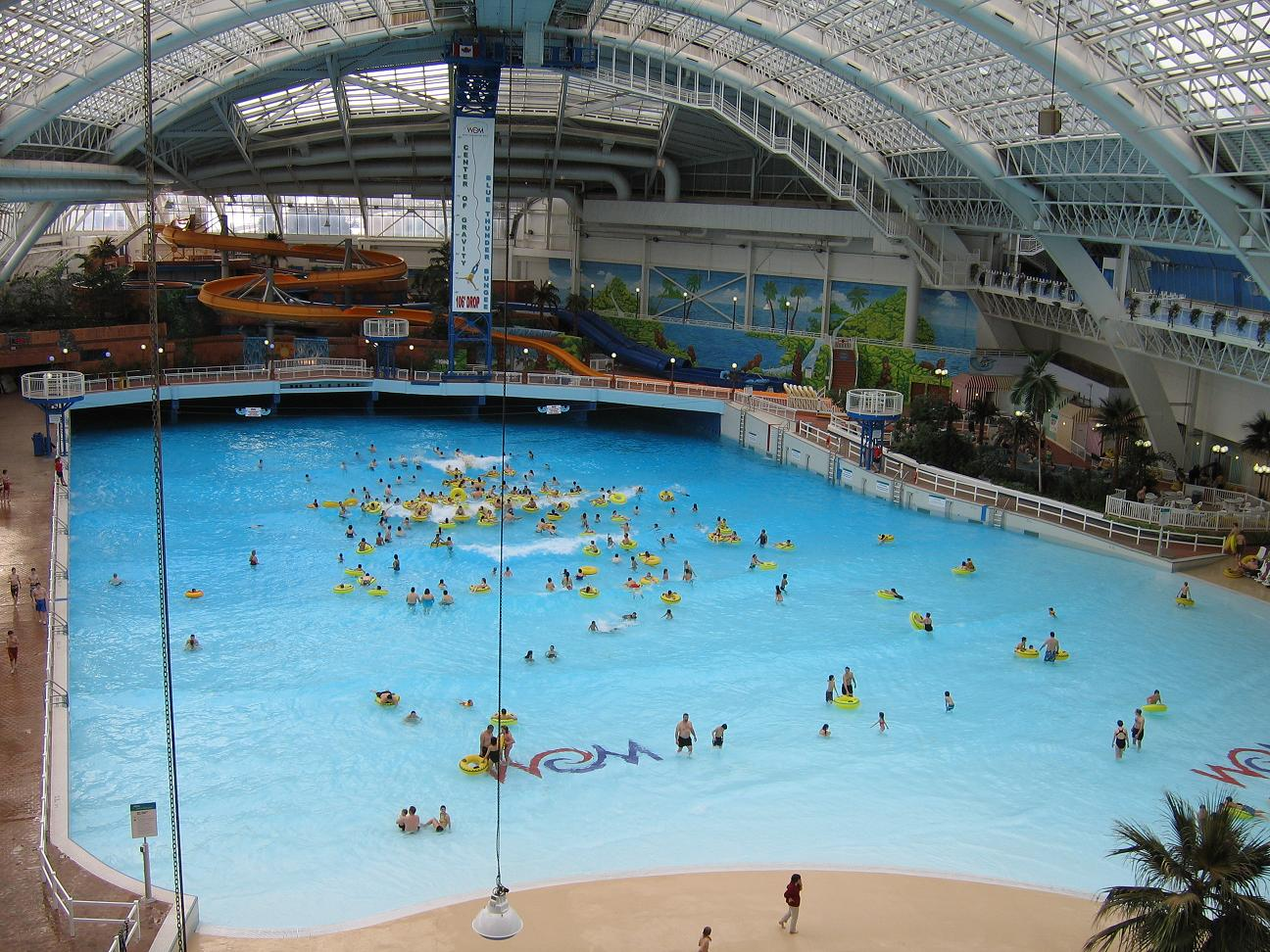
Vista do The World Waterpark no WEM.

O West Edmonton Mall  (WEM) é o maior shopping center do Canadá e da América do Norte, e um dos maiores do mundo, tendo sido o maior do mundo até 2005, quando foi superado pelo South China Mall. Cobre uma área de 500 000 m² e possui cerca de 600 lojas e estabelecimentos de serviços. Emprega mais de 23 mil pessoas e recebe mais de 22 milhões de visitas por ano. Possui o maior parque aquático coberto da América do Norte, o The World Waterpark, o qual possui mais de 20 000 m² de área. O shopping foi inaugurado em 15 de setembro de 1981.